# Eremochelis tanneri
Espèce
Eremochelis tanneri est une espèce de solifuges de la famille des Eremobatidae.

## Distribution
Cette espèce est endémique d'Utah aux États-Unis,. Elle se rencontre dans le comté de Box Elder dans les monts  Copper.

## Description
La femelle holotype mesure 20,0 mm.

## Étymologie
Cette espèce est nommée en l'honneur de Vasco Myron Tanner.

## Publication originale
- Muma, 1989 : New species and records of Solpugida (Arachnida) from the United States. Douglas Print Shop, p. 1-56 (texte intégral).